# Dolní Zástava
Dolní Zástava je rybník na Brložském potoce, ležící asi 2 km jihojihozápadně od Sedlice v okrese Strakonice. Má rozlohu 3,0 ha, délku asi 480 m a šířku až 140 m. V roce 1686 byl zničen povodní. Nyní je využíván ke sportovnímu rybaření.